# Hija de la laguna
Hija de la laguna es un documental peruano de 2015, dirigido por Ernesto Cabellos Damián, que cuenta la lucha de Nélida Ayay Chilón y las comunidades campesinas por conservar una laguna bajo la cual se encuentra un rico yacimiento de oro codiciado por la empresa minera más grande de América del Sur.

## Sinopsis
Nélida es una campesina de Cajamarca que se comunica con la naturaleza, especialmente con las lagunas de las que dependen la vida de su comunidad. Justo debajo de la laguna de Conga, la corporación minera más grande de América Latina, Yanacocha, descubrió una veta de oro por valor de miles de millones de dólares. La empresa cuenta con el apoyo del Gobierno del Perú, a pesar de que este proyecto destruirá las lagunas.
Aunque parte de la población es favorable a la actividad minera, la mayoría de los campesinos de la zona se oponen a este proyecto porque temen quedarse sin agua. Una mujer en particular, Máxima Acuña, se niega a abandonar su tierra a pesar de las amenazas de Yanacocha. Mientras las protestas se vuelven cada vez más intensas, el gobierno de Ollanta Humala decretó en diciembre de 2011 el estado de emergencia en Cajamarca por 60 días. La policía reprimió las manifestaciones con violencia, saldándose con 5 personas muertas. Marco Arana, un ex sacerdote y mentor de Nélida, es brutalmente arrestado por la policía mientras se manifiesta pacíficamente.
Cuando Nelida se une a la Marcha por el agua, desde su Cajamarca natal hasta la capital peruana, Lima, se da cuenta de que no está sola. De hecho, miles de personas quieren proteger los recursos hídricos de los Andes.
La película también muestra dos historias en paralelo a la de Nélida. La primera es la de un grupo de mujeres bolivianas que cuenta cómo su pueblo terminó sin agua como resultado de la actividad minera en El Totoral. La segunda es la de Bibi van der Velden, una joyera holandesa que realiza un viaje a la selva peruana para descubrir cómo se extraen las piedras preciosas y el oro que usa en sus colecciones.
Mientras tanto, en Cajamarca el conflicto continúa y 150 policías se preparan para desalojar una manifestación pacífica alrededor de las lagunas. Nélida llama a los periodistas de la ciudad para que informen y le pide a la Madre Naturaleza que la ayude.

## Producción
La producción contó con Nélida Ayay tras su participación en el cortometraje documental de la misma temática ecológica, Yakumama (Madre Agua) de 2009.
El documental fue estrenado en el Festival de Cine de Lima y luego comercialmente el 27 de agosto de 2015. Fue lanzado en DVD en diciembre del mismo año. Ha sido de los pocos documentales estrenados en salas de cine en Perú. La película tuvo buena acogida por parte del público y de la crítica. En mayo de 2017, Netflix la incluyó dentro de su oferta audiovisual.

## Festivales y premios
| Año  | País           | Lugar                                                          | Categoría                                                | Resultado | Ref.   |
| ---- | -------------- | -------------------------------------------------------------- | -------------------------------------------------------- | --------- | ------ |
| 2015 | Perú           | Festival de Cine de Lima                                       |                                                          | Incluida  | [ 15 ] |
| 2015 | Canadá         | Hot Docs Film Festival                                         |                                                          | Incluida  | [ 16 ] |
| 2015 | Argentina      | Festival de Cine de Mar del Plata                              | Panorama del Cine Latinoamericano                        | Incluida  | [ 17 ] |
| 2015 | España         | Semana Internacional de Cine de Valladolid                     |                                                          | Incluida  | [ 18 ] |
| 2015 | Estados Unidos | Los Angeles Documentary Film Festival                          | Mención Especial por Coraje y activismo para Nélida Ayay | Ganadora  | [ 19 ] |
| 2015 | Suecia         | Festival de Cine “Latinamerika i Fokus”                        | Premio del Público                                       | Ganadora  | [ 20 ] |
| 2015 | Uruguay        | Festival Internacional de Cine del Uruguay (AtlantiDoc)        | Premio Atlantidoc                                        | Ganadora  | [ 21 ] |
| 2016 | Chile          | TUWUN Muestra de Cine Indígena de Wallmapu                     |                                                          | Incluida  | [ 22 ] |
| 2016 | Argentina      | Festival Internacional de Cine Ambiental                       | Premio del Público                                       | Ganadora  | [ 23 ] |
| 2016 | Argentina      | Festival Internacional de Cine Ambiental                       | Mención especial del Jurado                              | Ganadora  | [ 23 ] |
| 2016 | Rusia          | Moscow International Documentary Film Festival DOKer           | Premio del Público                                       | Ganadora  | [ 24 ] |
| 2016 | Suiza          | Festival FILMAR en América Latina                              |                                                          | Incluida  | [ 25 ] |
| 2017 | Argentina      | Festival Internacional de Cine de los Países del Sur del Mundo | Mejor Documental                                         | Ganadora  | [ 26 ] |
| 2017 | Costa Rica     | Films 4 Trasparency                                            |                                                          | Incluida  | [ 27 ] |
| 2017 | Guatemala      | IX Muestra de Cine Internacional: Memoria, Verdad y Justicia   |                                                          | Incluida  | [ 28 ] |